# Tanitella prasina
Tanitella prasina är en insektsart som först beskrevs av Karsch 1888.  Tanitella prasina ingår i släktet Tanitella och familjen Pyrgomorphidae. Inga underarter finns listade i Catalogue of Life.